# ماثيو امالريك
ماثيو امالريك (بالفرنسية: Mathieu Amalric) (و. 1965 – م) هو ممثل ومخرج سينمائي وكاتب سيناريو فرنسي. ولد في نويي-سور-سين.

## الأعمال

### أفلام
- أيامي الذهبية (2015)
- صوت المعدن (2019)
- ضابط وجاسوس (2019)
- أكسجين (2021)
- مسار الأفعى (2024)
- المشروع الفينيقي (2025)

## جوائز وترشيحات
حصل على جوائز منها:
- جائزة أفضل إخراج (مهرجان كان)، عن عمل:On Tour (2010)
- جائزة سيزر لأفضل ممثل، عن عمل:قناع الغوص والفراشة (2008)
- جائزة سيزر لأفضل ممثل، عن عمل:Kings and Queen (2005)
- جائزة سيزار لأفضل ممثل صاعد، عن عمل:My Sex Life... or How I Got into an Argument (1997).

وترشح لـ:
- جائزة سيزر لأفضل ممثل، عن عمل:فينوس في الفراء (2014)
- جائزة سيزر لأفضل مخرج، عن عمل:On Tour (2011)
- César Award for Best Original Screenplay، عن عمل:On Tour (2011)
- جائزة سيزر لأفضل فيلم، عن عمل:On Tour (2011)
- جائزة سيزر لأفضل ممثل، عن عمل:قناع الغوص والفراشة (2008)
- جائزة الجمعية الوطنية للنقاد السينمائيين لأفضل ممثل مساعد، عن عمل:ميونخ (2005)
- جائزة سيزر لأفضل ممثل، عن عمل:Kings and Queen (2005)
- César Award for Most Promising Actor، عن عمل:My Sex Life... or How I Got into an Argument (1997).

## روابط خارجية
- ماثيو امالريك على موقع IMDb (الإنجليزية)
- ماثيو امالريك على موقع مونزينجر (الألمانية)
- ماثيو امالريك على موقع قاعدة بيانات الأفلام العربية
- ماثيو امالريك على موقع ألو سيني (الفرنسية)
- ماثيو امالريك على موقع ميوزك برينز (الإنجليزية)
- ماثيو امالريك على موقع أول موفي (الإنجليزية)
- ماثيو امالريك على موقع بوكس أوفيس موجو (الإنجليزية)
- ماثيو امالريك على موقع قاعدة بيانات الأفلام السويدية (السويدية)
- ماثيو امالريك على موقع إن إن دي بي (الإنجليزية)
- ماثيو امالريك على موقع ديسكوغز (الإنجليزية)